# 409 Aspasia
A 409 Aspasia (ideiglenes jelöléssel 1895 CE) a Naprendszer kisbolygóövében található aszteroida. Auguste Charlois fedezte fel 1895. december 9-én.